# Nebulosa de Wolf-Rayet

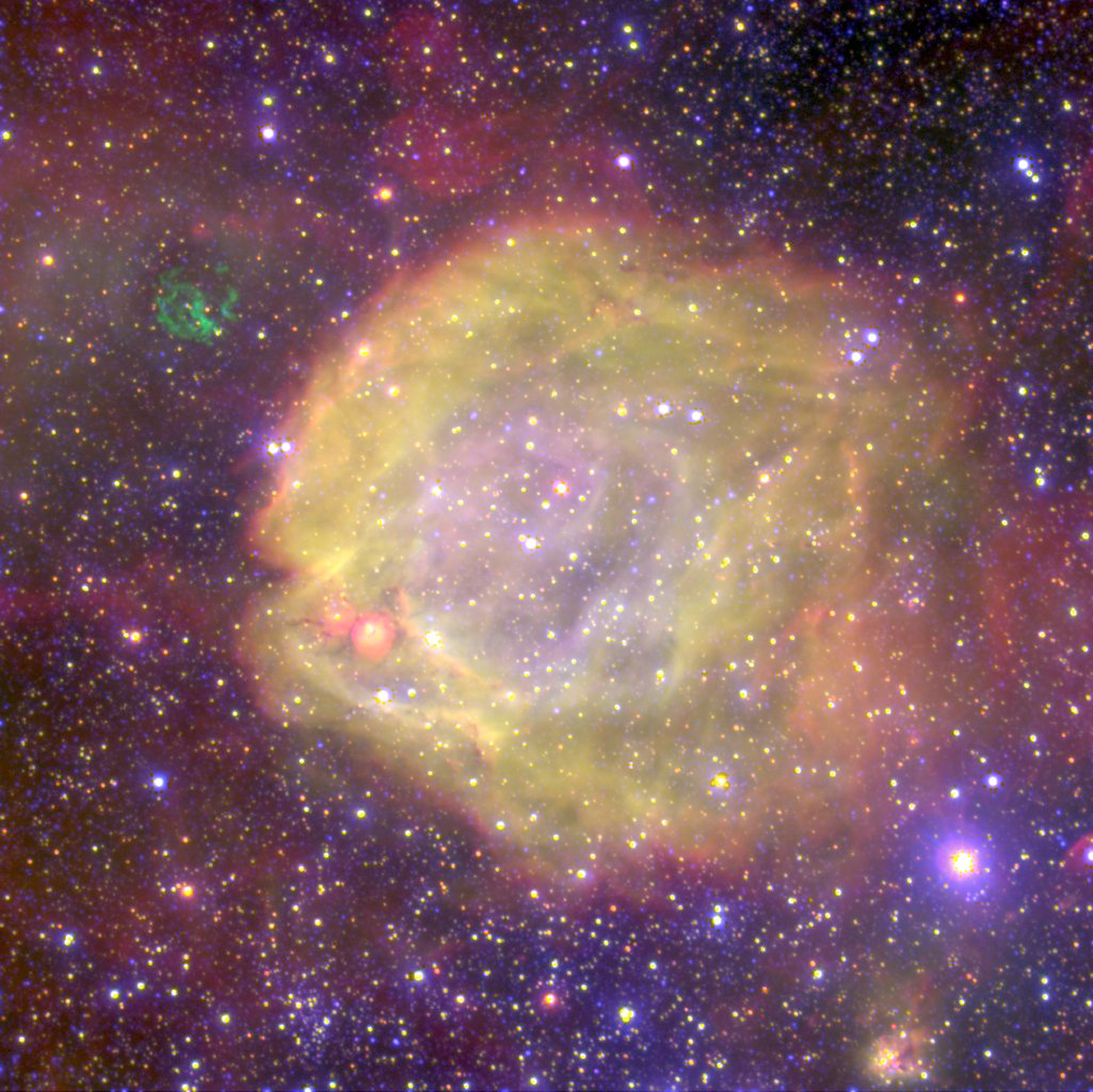
AB7 és una de les nebuloses d'excitació alta en els Núvols de Magallanes, dues galàxies satèl·lit de la Via Làctia

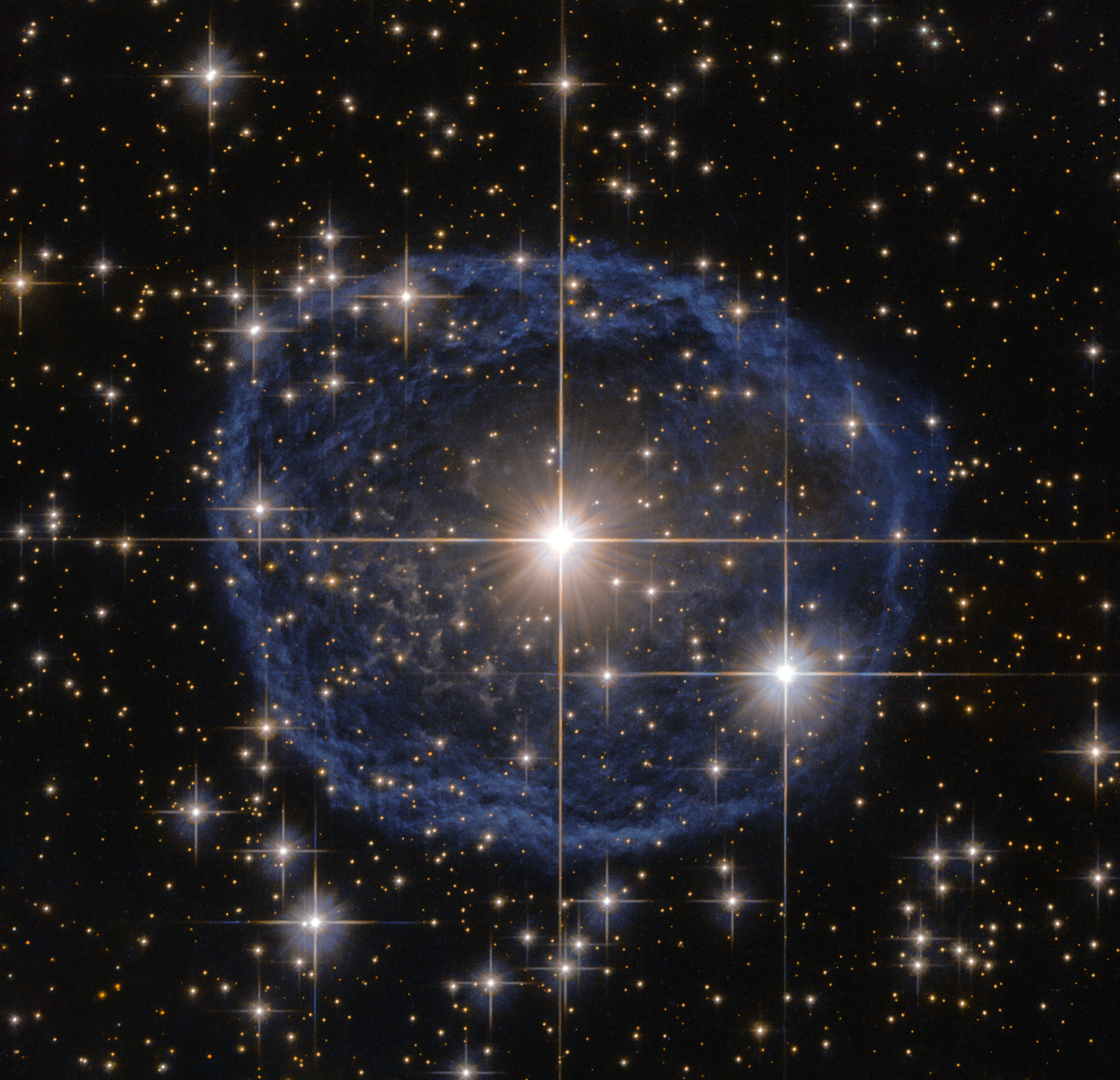
WR 31a està envoltat per una nebulosa de bombolla

Una nebulosa de Wolf-Rayet és una nebulosa que envolta a l'estrella Wolf-Rayet.
Les nebuloses WR s'han classificat de diverses maneres. Un dels primers va ser per la naturalesa i l'origen de la nebulosa:
- Regions H II
- Nebuloses de tipus de material expulsat
- Bombolles arrossegades pel vent

Aquesta classificació requereix l'estudi detallat de cada nebulosa i s'han fet intents més recents per permetre la classificació ràpida de nebuloses basades purament en la seva aparença. Les nebuloses WR amb freqüència tenen forma d'anell en aparença, possiblement esfèriques. D'altres són irregulars, ja sigui per bombolles disruptives o formades per l'ejecció grumós.

Exemples d'aquest tipus de nebulosa inclou NGC 6888, NGC 2359 i NGC 3199. Algunes nebuloses WR tenen una estructura en espiral prominent, per exemple el WR 104, que anteriorment els assegurava amb la categorització de nebuloses del molinet.